# لیساگور
لیساگور (ارمنی: Լիսագոր، به لاتین: Turşsu) یک منطقهٔ مسکونی در جمهوری آرتساخ است که در استان شوشی واقع شده‌است. لیساگور  ۹۵۷ نفر جمعیت دارد.